# Langedraget

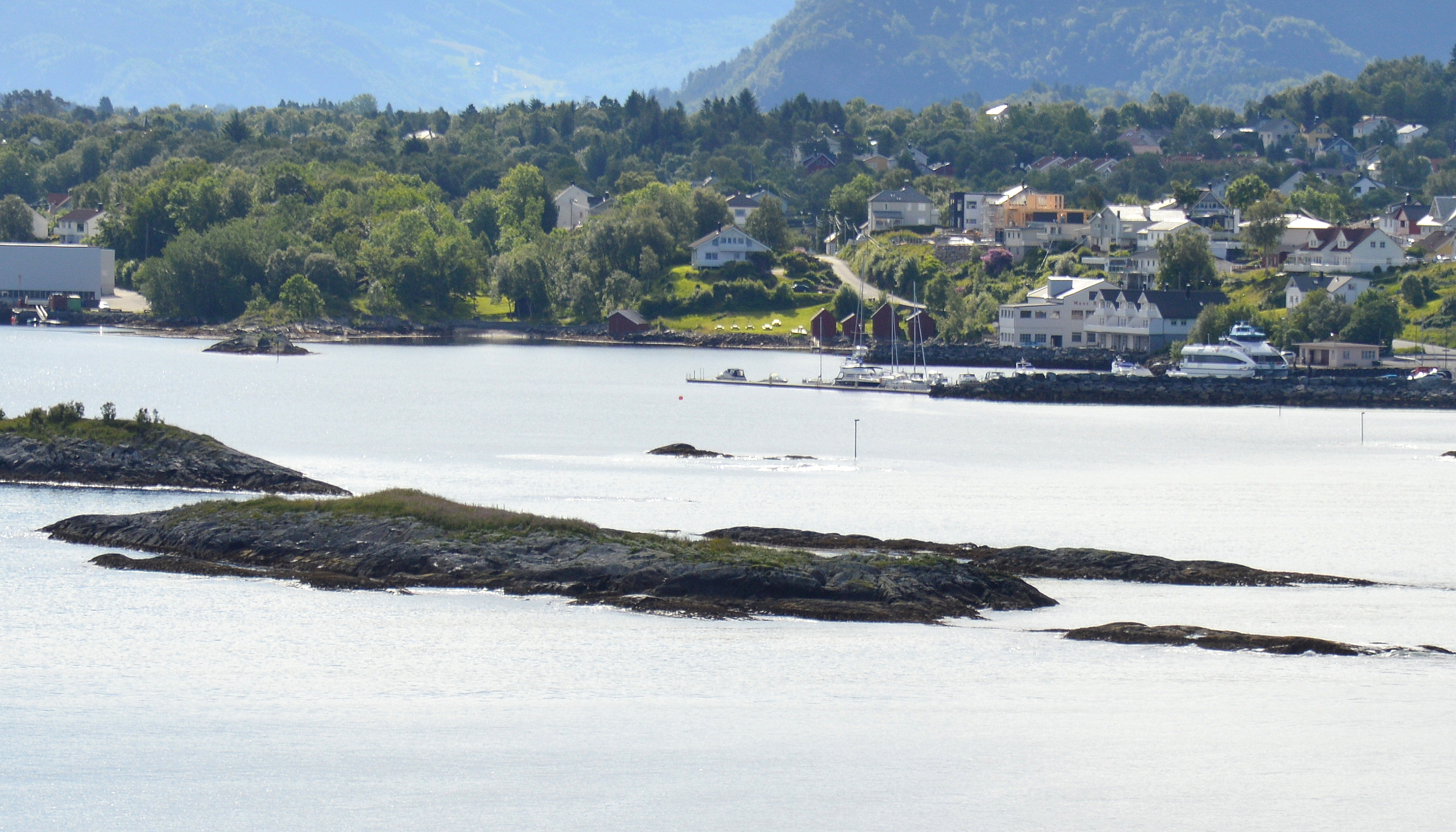
Langedraget

Langdraget ist eine unbewohnte Schäreninsel im Heissafjorden in Norwegen und gehört zur Gemeinde Sula der norwegischen Provinz Møre og Romsdal. Sie liegt nahe dem südlichen Ufer des Fjords, unmittelbar an der Hafeneinfahrt nach Langevåg. Nördlich der Insel führt die Schifffahrtsroute zum ebenfalls nahe gelegenen Hafen Ålesund vorbei. Langdraget ist von weiteren Schären umgeben. Nordöstlich liegt Lyktholmen, östlich Storholmen und Notholmen und südöstlich Skarveskjeret.
Die felsige Insel hat eine West-Ost-Ausdehnung von etwa 200 Metern bei einer Breite von bis ungefähr 50 Metern und verfügt nur über eine spärliche Vegetation.